# Médaille des Nations unies pour la Corée
La médaille des Nations unies pour la Corée (MNUC) est une décoration militaire internationale créée par l'Organisation des Nations unies pour être décernée aux hommes de tous les pays ayant participé à la défense de la Corée du Sud pendant la guerre de Corée.

## Histoire
Créée le 12 décembre 1950, il s'agit de la première décoration instaurée par l'ONU. Initialement mis en place en tant que "médaille de service des Nations unies", elle est rebaptisée "médaille des Nations unies pour la Corée" en 1961 à la suite de la création d'autres médailles de service par l'organisation. La médaille peut être décernée à tout membre des forces armées alliées à la Corée du Sud et ayant contribué à sa défense pendant les trois années qu'a duré la guerre de Corée. Bien que des personnels de la Croix-Rouge aient été intégrés aux équipes de secours des Nations unies, ils n'ont pas été admissibles à l'obtention de la médaille. La décision d'attribution de la médaille était du ressort du commandant en chef des forces militaires de l'ONU en Corée. Cependant, certains pays l'ont considérée comme une récompense automatique si une autre médaille liée à la Corée était décernée et l'ont donc distribuée à leurs soldats sans en demander la permission à l'ONU. Ainsi, dans les Forces armées des États-Unis, tout récipiendaire de la Korean Service Medal a reçu automatiquement la MNUC.

## Description
La médaille de l'ONU pour la Corée est un disque de bronze portant sur son avers l'emblème des Nations unies. Sur le revers figure l'inscription :
« Pour le service de la défense des principes de la charte des Nations Unies ». Celle-ci peut être inscrite dans toute langue correspondant à la nationalité du récipiendaire à savoir : français, anglais, espagnol, danois, grec, italien, néerlandais, suédois, sanskrit ou turc.
. Le ruban de la médaille est constitué de 17 bandes verticales, de largeur égale, aux couleurs officielles de l'ONU : 9 bandes bleues et 8 bandes blanches. Sur le ruban est porté une agrafe portant l'inscription "Corée" dans la même langue que l'inscription du revers.